# ماندي كابريستو
ماندي كابريستو (بالألمانية: Mandy Capristo)‏ (و. 1990  م) هي مغنية، وعارضة، وعازفة بيانو ألمانية، ولدت في مانهايم، تستخدم آلات بيانو.

## وصلات خارجية
- ماندي كابريستو على موقع IMDb (الإنجليزية)
- ماندي كابريستو على موقع ميوزك برينز (الإنجليزية)
- ماندي كابريستو على موقع ديسكوغز (الإنجليزية)

- ماندي كابريستو في قاعدة بيانات الأفلام على الإنترنت